# برگودا
برگودا (به اسپانیایی: Bergadá) یک منطقهٔ مسکونی در اسپانیا است که در استان بارسلون واقع شده‌است. برگودا ۱٬۱۸۵٫۳ کیلومتر مربع مساحت و ۴۰٬۰۳۹ نفر جمعیت دارد.